# اندرو فلمینگ (بازیکن فوتبال)
اندرو فلمینگ (انگلیسی: Andrew Fleming؛ زادهٔ ۱۸ فوریهٔ ۱۹۸۹) بازیکن فوتبال اهل بریتانیا است.
از باشگاه‌هایی که در آن بازی کرده‌است می‌توان به باشگاه فوتبال مورکم و باشگاه فوتبال ورکسام اشاره کرد.
وی همچنین در تیم ملی فوتبال England C بازی کرده‌است.